# 岡本翔子
岡本 翔子（おかもと しょうこ、1956年 - ）は、日本の心理占星術研究家、著述家、翻訳家。英国占星学協会会員。

## 経歴
1980年より英国に留学、英国占星学協会にて心理占星学を学ぶ。ハワード・サスポータスに師事する。
帰国後はカルチャー・センターの講義や雑誌などで、心理占星学を紹介するなどの普及活動を行っている。
近年は、アラビア語を習得しモロッコの魅力を紹介、旅のオーガナイズなども行っている。

## 著書
- ロマンチック心理占星学（主婦の友社）
- 星が知ってるココロの秘密（双葉文庫）
- 心理占星学入門（扶桑社）
- 完全版 心理占星学入門（アスペクト）
- ムーン・マジック（KKベストセラーズ）
- MOON BOOK 2004（ソニー・マガジンズ）
- MOON BOOK 2005（ソニー・マガジンズ）
- MOON BOOK 2006（ソニー・マガジンズ）
- MOON BOOK 2007（ソニー・マガジンズ）
- MOON BOOK 2008（ソニー・マガジンズ）
- MOON BOOK 2009（アスペクト）
- MOON BOOK 2010（アスペクト）
- MOON BOOK 2011（アスペクト）
- MOON BOOK 2012（アスペクト）
- MOON BOOK 2013（アスペクト）
- MOON BOOK 2014（アスペクト）

## 主な雑誌連載
- CREA（文芸春秋）
- 料理通信（料理通信社）
- 美ST（光文社）

## 翻訳書
- 占星学（リズ・グリーン著、鏡リュウジ共訳）（青土社）
- ハーブ占星術（エリザベス・ブルーク著、梶原雅子共訳）（東京堂出版）
- 月の大事典（テレサ・ムーリー著）（ソニー・マガジンズ  ブルーム・ブックス）
- 月のリズムで暮らす本（テレサ・ムーリー著）（ソニー・マガジンズ  ブルーム・ブックス）
- エドガー・ケイシーのリーディング占星術（マーガレット・H・ガモン著）（たま出版）
- シンボロジー（E・ケイシーライブラリー バイオレット・シェリー著、中島達弘共訳）（たま出版）